# 東蘭金線魮
東蘭金線魮，又稱東蘭金線䰾（学名：Sinocyclocheilus donglanensis）为輻鰭魚綱鯉形目鲤科金線魮屬的其中一種。分布於亞洲中國廣西壯族自治區東蘭縣三石鎮、泗孟鄉地下河流域，本魚體延長且側扁，眼中等，口亞下位，具觸鬚2對，體被鱗片，側線完整，側線鱗57-64枚，背鰭位於體中央，背鰭鰭條7-10枚，後端變硬，臀鰭軟條5-8枚，脊椎骨37-38個，胸鰭長於腹鰭起點，尾鰭叉形，體色青灰色，體側鰓蓋骨後緣延中線至尾鰭有一條不明顯的黑色縱帶，體長可達12.4公分，棲息在地下溪流底中層水域，生活習性不明。

## 扩展阅读
維基物種上的相關：東蘭金線魮